# Myopias philippinensis
Myopias philippinensis é uma espécie de formiga do gênero Myopias, pertencente à subfamília Ponerinae.